# フォークキャンプ
フォークキャンプ（ふぉーくきゃんぷ）
は、1967年から1969年まで関西で開催されていたフォークソング、ポップスの集会とコンサート。打ち上げコンサートが開催地とは別に京都市内の円山公園野外音楽堂などで行われることもあり、その後の全日本フォークジャンボリー、大阪の春一番コンサート、京都の宵々山コンサートなどの野外コンサートのさきがけとなる集会となった。
関西で始まったイベントに関しては、正式には「関西フォークキャンプ」といった。また、フォークキャンプと称して、東京フォークキャンプなど各地で同様の集会やコンサートが以後も断続的に開催され、それぞれの地名を冠して現在も全国各地で開催されている。

## 開催概要

### 第1回関西フォークキャンプ
- 1967年7月29日〜30日、京都・高雄「神護寺」
- 参加者100人。歌と討論をあわせた手作り企画だった。
- 出演者＝高石ともや、ザ・フォーク・クルセダーズ、中川五郎、真崎義博他。

### 第2回関西フォークキャンプ
- 1967年11月18日〜、大阪府立総合青少年野外活動センター
- 出演者＝不詳

### 第3回関西フォークキャンプ
- 1968年8月9日〜11日、京都・山崎「宝積寺」
- 3日間に渡って、約300名もの参加者があった。
- 東京から、小室等が六文銭の石川鷹彦、小林雄二、ブレッド&バターとして後にデビューする岩沢幸矢を引き連れ、フォーク団体「アゴラ」から遠藤賢司、南正人、高田渡、ボロディラン（真崎義博）らが参加し、東西のシンガーが初めて交流。
- 高田渡は、フォークキャンプで『自衛隊に入ろう』を唄い注目され、観客に衝撃を与えたとされる[1]。
- 小室等はここで初めて五つの赤い風船の西岡たかしに会う[2]。
- 遠藤賢司は、初めての参加で、多くの関西フォークのシンガーとの親交を深めた。「ほんとだよ」などを歌い、これがきっかけで、高石ともやの音楽事務所に所属。翌年、シングル「ほんとだよ」でレコードデビューした[3]。
- 出演者＝高石ともや、五つの赤い風船、岡林信康[4]、加川良、ジローズ、中川五郎、ザ・フォーク・クルセダーズ、南正人、豊田勇造、遠藤賢司、西岡たかし、杉田二郎、越智友嗣、ボロディラン（真崎義博）、金延幸子、他。

### 第4回関西フォークキャンプ
- 1969年8月15日〜17日、びわ湖サンケイバレイ、打ち上げコンサートは京都市の円山公園野外音楽堂
- 出演者＝フォークキャンパーズ、岡林信康[5]、豊田勇造、藤村直樹、勝木徹芳、なれあいシンガーズ、若林純夫、中山ラビ、やまたのおろち、アップルパミス、高田渡、マヨネーズ（坂庭省悟、中嶋陽二）、阪大ニグロ、遠藤賢司、五つの赤い風船、中川五郎、ザ・ディラン、友部正人、西岡恭蔵、三つの赤いシャックスとえんどう豆の木[6]。（岩井宏がバンジョーでマヨネーズをサポートするなど実際にはクレジットに載っていないミュージシャンが少なからずいる）

## エピソード

### アマ時代のフォークルの解散との関係
アマチュア時代のザ・フォーク・クルセダーズが1967年の解散を記念して、「帰って来たヨッパライ」と「イムジン河」を含む自主制作盤のアルバム『ハレンチ』をつくった同年10月に「開催された第1回フォークキャンプコンサートに出演した後に解散」したとされる記述が各文献に多くみられ、定説をなしている。ただし、その後、「帰って来たヨッパライ」の大ヒットを受け、一年間との期間限定で活動を再開して、プロとしてデビューし（ただし、メンバーはアマチュア時代とは異なる）、その解散コンサートである「さよならコンサート」を1968年10月17日に行ったため、このことは、忘れられがちである。

### 音楽ユニット「フォークキャンパーズ」
「フォークキャンパーズは、フォークキャンプに集まった若いフォーク・シンガーが結成した自由登録制の音楽ユニット。中川五郎、長野隆、勝木徹芳、村田真、大前隆史、ひらがわらまさゆき、藤村直樹、桝井耕一郎、金延幸子、西岡恭蔵、「友よ」の作詞を岡林信康とともに担当した鈴木孝雄らを擁し。リーダー、鈴木孝雄、勝木徹芳が中心となって活動。、第4回フォークキャンプコンサートなどの音源が残されている。有名な「友よ」の創唱をし、音源（岡林信康、高石ともやデュオバージョン）でコーラスを担当。フォークキャンプの関連コンサートでの演奏のほか、高石ともやと一緒に労音等で全国をまわった。正式名称として、「ザ・フォークキャンパーズ」があり、復刻版のCDのクレジットには、「フォークキャンパース」あるいは「フォークキャンパー」となっているものもある。勝木徹芳らが「なれあいシンガーズ」として抜けたあと大前隆史が「フォークキャンパーズ」のリーダーとして活動を続けＭＢＳヤングタウンやヤングオーオーなどに出演する。

### フォークキャンプ参加者のその後
- フォークキャンプに参加したことがきっかけの一つとなってソロデビューした人物として、高田渡や遠藤賢司がいる。グループとしては、「マヨネーズ」（坂庭省悟、中嶋陽二、箕岡おさむ）、「五つの赤い風船」（西岡たかしら）などがある。
- 第3回、第4回のフォークキャンプのコンサートはレコーディングされており、そうした音源がレコード化されることによって、プロのミュージシャンを目指して関西で修業を積んだ人物として、中山ラビ、南正人、豊田勇造らがいる。その後、ソロデビューの機会を得た。
- 五つの赤い風船のメンバーとして第3回フォークキャンプに参加した中川イサトは、2006年に発表した「あの日の風」で前年に亡くなった高田渡とフォークキャンプで初めて出会った時のことを歌った。この歌は、第4回フォークキャンプにマヨネーズの一員として参加し、2003年に亡くなった坂庭省悟のことも歌っている。
- 一方、レコード化されて注目されたにも関わらず、その後、様々な道を歩んだ人たちもいる。藤村直樹は医師として研鑽を積んだ。ボロディラン（真崎義博）は、翻訳家として活躍している。
- 藤村直樹は1999年7月10日、フォークキャンプ参加者とフォークキャンパーズのメンバーに呼びかけて、「夏の同窓会　京都フォークキャンプコンサート」を円山公園音楽堂で開催した。出演者は豊田勇造、バラーズ、藤村直樹、中川イサト、フォークキャンパーズ、中川五郎、中山ラビ、遠藤賢司、高田渡、高石ともやとザ・ナターシャー・セブン[9][10]

## ディスコグラフィ
| 発売日         | アルバム | レーベル                   | 規格 | 規格品番     |
| -------------- | --- | -------------------------- | ---- | ------------ |
| 1969年12月     | 第4回フォーク・キャンプ・コンサート 第4回関西フォーク・キャンプの打ち上げとして、1969年8月17日に京都円山公園野外音楽堂でおこなわれたコンサートの実況録音盤。 A面 1. フォークキャンパーズ / プレイボーイ プレイガール 3:43 2. 豊田勇造 / 労務者とはいえ 4:08 3. 藤村直樹 / 町工場のブルース 2:23 4. 勝木徹芳 / ロック天国 2:54 5. なれあいシンガーズ / 新幹線はうんとはやい 3:13 6. 若林純夫 / サンフランシスコベイブルース 2:05 7. 中山ラビ / おれじゃだめ 3:41 8. やまたのおろち / 九官鳥 2:46 B面 1. アプルパミス / かっこよくはないけれど 3:44 2. 高田渡 / 自衛隊に入ろう 4:15 3. 高田渡 / 東京フォークゲリラの諸君達を語る 2:15 4. 高田渡&若林純夫 / この世に住む家とてなく 2:12 5. マヨネーズ / フォギーマウンテンブレイクダウン 1:47 6. マヨネーズ / 綿つみの唄 2:35 7. 阪大ニグロ / ニューオリンズブルース 3:33 8. 遠藤賢司 / 外は雨だよ 6:52 C面 1. 五つの赤い風船 / 遠い世界に 2:59 2. 五つの赤い風船 / 雨よいつまでも 7:09 3. 中川五郎 / 恋人よベッドのそばにおいで 3:11 4. 中川五郎 / 腰まで泥まみれ 3:39 5. 岡林信康 / それで自由になったのかい 9:08 D面 1. 岡林信康 / ヘライデ 2. 中川五郎 / うた 3. 全員 / 友よ 4. 全員 / 勝利をわれらに 5. 全員 / インターナショナル 6. 全員 / 一人の手 7. 全員 / 橋をつくったのはこの俺だ 27:35 | URC                        | LP   | URL-1005-06  |
| 2003年10月15日 | 第4回フォーク・キャンプ・コンサート 第4回関西フォーク・キャンプの打ち上げとして、1969年8月17日に京都円山公園野外音楽堂でおこなわれたコンサートの実況録音盤。 A面 1. フォークキャンパーズ / プレイボーイ プレイガール 3:43 2. 豊田勇造 / 労務者とはいえ 4:08 3. 藤村直樹 / 町工場のブルース 2:23 4. 勝木徹芳 / ロック天国 2:54 5. なれあいシンガーズ / 新幹線はうんとはやい 3:13 6. 若林純夫 / サンフランシスコベイブルース 2:05 7. 中山ラビ / おれじゃだめ 3:41 8. やまたのおろち / 九官鳥 2:46 B面 1. アプルパミス / かっこよくはないけれど 3:44 2. 高田渡 / 自衛隊に入ろう 4:15 3. 高田渡 / 東京フォークゲリラの諸君達を語る 2:15 4. 高田渡&若林純夫 / この世に住む家とてなく 2:12 5. マヨネーズ / フォギーマウンテンブレイクダウン 1:47 6. マヨネーズ / 綿つみの唄 2:35 7. 阪大ニグロ / ニューオリンズブルース 3:33 8. 遠藤賢司 / 外は雨だよ 6:52 C面 1. 五つの赤い風船 / 遠い世界に 2:59 2. 五つの赤い風船 / 雨よいつまでも 7:09 3. 中川五郎 / 恋人よベッドのそばにおいで 3:11 4. 中川五郎 / 腰まで泥まみれ 3:39 5. 岡林信康 / それで自由になったのかい 9:08 D面 1. 岡林信康 / ヘライデ 2. 中川五郎 / うた 3. 全員 / 友よ 4. 全員 / 勝利をわれらに 5. 全員 / インターナショナル 6. 全員 / 一人の手 7. 全員 / 橋をつくったのはこの俺だ 27:35 | avex io                    | CD   | IOCD-41005-6 |
| 1998年6月24日  | 1968京都フォーク・キャンプ 第3回関西フォークキャンプを収録。 1. 遠藤賢司 / ほんとだよ 3:58 2. 遠藤賢司 / 外は雨だよ 6:25 3. 高石友也 / ちっちゃな箱 2:03 4. 高石友也 / 死んだ男の残したものは 3:28 5. 西岡たかし / テーマ 2:16 6. 西岡たかし / 砂漠 2:11 7. ボロディラン / いやなおまえ 3:00 8. 南正人 / おいらの村 3:58 9. 杉田二郎&越智友嗣 / あなただけに 2:57 10. 五つの赤い風船 / 遠い空の彼方に 5:30 11. 五つの赤い風船 / ロック天国 5:02 12. ボロディラン&金延幸子 / アリス 4:28 13. ボロディラン / カラス 4:54 14. 南正人 / ジャン 3:40 15. 金延幸子 / まま子 2:48 16. 高田渡 / あきらめ節 自衛隊に入ろう 3:13 17. フォーク・クルセダーズ / からっぽの世界 4:31 18. フォーク・クルセダーズ / 戦争は知らない 3:57 19. フォーク・クルセダーズ / きつねの唄 3:35 | ユニバーサル・ミュージック | CD   | TOCT-10301   |
| 1998年6月24日  | 1969京都フォーク・キャンプ 第4回関西フォークキャンプを収録。 1. 全員 / 友よ 4:45 2. フォーク・キャンパーズ / プレイボーイ・プレイガール 3:41 3. 高田渡 / 自衛隊に入ろう 4:18 4. 若林純夫 / サンフランシスコ・ベイ・ブルース 2:03 5. ザ・ディラン / 俺達に明日はない 7:19 6. なれあいシンガーズ / 新幹線はうんと早い 3:23 7. 遠藤賢司 / 夜汽車のブルース 3:57 8. 遠藤賢司 / 猫が眠ってる 8:42 9. マヨネーズ / フォギー・マウンテン・ブレイク・ダウン 1:47 10. マヨネーズ / いなかへ行こう 2:42 11. 五つの赤い風船 / もしもボクの背中に羽根が生えてたら 2:29 12. 高田渡 三億円強盗事件の唄 6:02 13. 中山ラビ / 船がやってくる 3:12 14. 友部正人 / 我が道を行く 1:47 15. 西岡恭蔵とフォーク・キャンパーズ / 明日なき世界 2:12 16. マヨネーズ / 砂にまみれて 3:25 17. 三つの赤いジャックスとえんどう豆の木 / 第五氷河期 4:11 18. 三つの赤いジャックスとえんどう豆の木 / ちょっとそこ行く夜の蝶々 2:35 19. 高田渡・若林純夫 / ヘイ・ヘイ・ヘイ 3:16 | ユニバーサル・ミュージック | CD   | TOCT-10302   |

### 「高田渡アンソロジー」
- 2006年3月29日、avex io 4枚組
- 収録曲＝自衛隊に入ろう (シングル・バージョン（1969年 第4回フォークキャンプコンサート）／東京フォークゲリラの諸君達を語る (シングル・バージョン（1969年 第4回フォークキャンプコンサート)）／自衛隊に入ろう (1968年 第3回フォークキャンプ) ／あきらめ節 (1968年 第3回フォークキャンプ)／冷やそうよ (1969年 第4回フォークキャンプコンサート) 他。

### 「岡林信康ライブ レアトラック」
- 2009年3月20日、ディスクユニオン
- 収録曲＝それで自由になったのかい／ヘライデ。
- 1969年第4回フォークキャンプに参加した際の初期弾き語りライブ音源。

## 関連人物
- 高石ともや
- 坂庭省悟
- きたやまおさむ
- ザ・フォーク・クルセダーズ
- 中川五郎
- 五つの赤い風船
- 高田渡
- 遠藤賢司
- 小室等
- 中山ラビ
- 岡林信康
- 南正人
- 西岡たかし
- 加川良
- ジローズ
- 杉田二郎
- 金延幸子
- 豊田勇造
- 藤村直樹
- 長野隆
- 西岡恭蔵
- 大前隆史
- ひらがわらまさゆき

## 関連事項
- 全日本フォークジャンボリー
- 関西フォーク

## 注
1. ↑  「高田渡年表」（「タカダワタル的」公式サイト内）
2. ↑  「小室等プロフィール」（フォーライフミュージックエンタテイメントによる公式サイト内）
3. ↑  「純音楽家エンケン・60年史」（フリッツ・アートセンターサイト内）
4. ↑  「フォークソングの時代（連載2）」-四元健一（「FUSO」2006年8月号、通巻430号／発行＝三菱ふそうトラック・バス株式会社）掲載。
5. ↑  岡林信康「ライブレアトラックス」（ディスクユニオン、2009年03月）ライナーノーツ
6. ↑  「1969京都フォーク・キャンプ」 (EMIミュージック・ジャパン、1998年6月)楽曲リスト、「第4回フォーク・キャンプ・コンサート」(avex io、2003年10月)楽曲リスト
7. ↑  「映画『パッチギ！』製作ノート」（『パッチギ！』公式サイト掲載）
8. ↑  メンバーからは「なれあいシンガーズ」や「九官鳥」等のグループを輩出。1969年メンバーの都合で自然解散。2000年に円山音楽堂での宵々山コンサートで30年ぶりに再集合し、2011年に開催された藤村直樹の追悼ライブでも中川五郎らと出演。「1960年代の終り、フォーク・キャンパーズというグループがあった」 ウェブログ「ナカガワゴロウの世界」2005年2月6日付、中川五郎オフィシャルサイト内
9. ↑  三浦久 Web site " GATHERS NO MOSS " JAPANESE "FOLK ＆ ROCK" SITE 過去のLIVE記録
10. ↑  「夏の同窓会　京都フォークキャンプコンサート」写真遠藤賢司資料室ウェブサイト内